# Janez Hočevar (politik)
Janez Hočevar, slovenski politik in diplomat, * 16. september 1922, Velike Lašče, † 18. februar 2006, Sežana.
Diplomiral je 1959 na Filozofski fakulteti v Beogradu. Že pred drugo svetovno vojno je bil član Zveze komunistične mladine Jugoslavije, se po okupaciji Kraljevine Jugoslavije udeležil narodnoosvobodilne borbe, bil v letih 1942–43 interniran v Italiji in se po italijanski kapitulaciji vrnil domov, ter se ponovno pridružil narodnoosvobodilni borbi. V partizanih opravljal različne dolžnosti. Po osvoboditvi je bil med drugim organizacijski sekretar Zveze komunistične mladine (1945–48), predsednik Centralnega komiteja Ljudske mladine Slovenije (1949–51), v Skupščini Socialistične republike Slovenije predsednik organizacijsko-političnega zbora (1963–67) ter nosilec raznih visokih funkcij v Zvezi komunistov Slovenije. V letih 1974–79 je bil veleposlanik Socialistične federativne republike Jugoslavije v Somaliji. Kot prvoborec je prejel partizansko spomenico 1941.